# Adam Eberhardt
Adam Eberhardt (ur. 3 listopada 1975 w Warszawie) – polski politolog, doktor nauk humanistycznych, znawca problematyki wschodnioeuropejskiej. W latach 2016–2022 dyrektor Ośrodka Studiów Wschodnich w Warszawie, od 2024 wicedyrektor Studium Europy Wschodniej Uniwersytetu Warszawskiego.

## Życiorys
Ukończył studia w Instytucie Stosunków Międzynarodowych Uniwersytetu Warszawskiego. W 2008 uzyskał stopień doktora nauk humanistycznych w zakresie nauk o polityce na Wydziale Politologii Uniwersytetu Marii Curie-Skłodowskiej.
Pracował jako stały korespondent Polskiej Agencji Prasowej w Moskwie. Do 2008 był ekspertem oraz kierownikiem Biura Badań i Analiz w Polskim Instytucie Spraw Międzynarodowych. Od 2008 pełnił funkcję wicedyrektora Ośrodka Studiów Wschodnich, a w 2016 został powołany przez premiera na stanowisko dyrektora OSW. We wrześniu 2022 poinformował o odejściu ze stanowiska dyrektora OSW. W latach 2022–2024 wiceprezes Warsaw Enterprise Institute oraz dyrektor Centrum Studiów Strategicznych WEI. Od 2024 wicedyrektor i szef projektów międzynarodowych Studium Europy Wschodniej UW.
Zajmuje się analizą stosunków międzynarodowych na obszarze postradzieckim, sytuacji społeczno-politycznej w Rosji i krajach Europy Wschodniej, a także polityką UE wobec tych państw. Jest autorem kilku książek i kilkudziesięciu artykułów naukowych. Wykładał w Akademii Dyplomatycznej dla słuchaczy aplikacji dyplomatyczno-konsularnej MSZ oraz w Collegium Civitas.
Zasiadał w Polsko-Rosyjskiej Grupie do Spraw Trudnych, Komitecie Konsultacyjnym Prezydentów Polski i Ukrainy, Radzie Programowej Polsko-Ukraińskiego Forum Partnerstwa. Doradca Prezydenta Ukrainy Wołodymyra Zełenskiego w ramach powołanej w 2022 Grupy ds. Międzynarodowych Gwarancji Bezpieczeństwa dla Ukrainy.
W latach 2020–2023 pełnomocnik Prezesa Rady Ministrów ds. wspierania reform w Republice Mołdawii.
Od 2022 przewodniczący Forum Polsko-Czeskiego przy Ministrach Spraw Zagranicznych RP i Republiki Czeskiej. Ekspert Organizacji Bezpieczeństwa i Współpracy w Europie w zakresie realizacji Mechanizmu Wymiaru Ludzkiego OBWE powołany na kadencję 2023–2029. Został członkiem rady Fundacji „Pomoc Polakom na Wschodzie” im. Jana Olszewskiego.
Syn Piotra Eberhardta, prawnuk Włodzimierza Wakara.

## Publikacje
- Беларусь i Польшча – Polska i Białoruś, Warszawa 2003 (red.)
- Security Challenges in the Post-Soviet Space. European and Asian Perspectives, Warsaw–Sapporo 2007 (red.)
- Gra pozorów. Stosunki rosyjsko-białoruskie 1991–2008, Warszawa 2008
- Rewolucja, której nie było. Bilans pięciolecia „pomarańczowej” Ukrainy, Warszawa 2009

## Odznaczenia
- Krzyż Kawalerski Orderu Odrodzenia Polski (2015) – za wybitne osiągnięcia w pracy zawodowej i działalności społecznej[15]
- Krzyż Oficerski Orderu Odrodzenia Polski (2025) – za wybitne zasługi na rzecz współpracy między narodami Europy Środkowej i Wschodniej oraz wkład w rozwój studiów wschodnich[16]